# Aziz Kałkamanuły
Aziz Kałkamanuły (kaz. Азиз Қалқаманұлы; ur. 9 stycznia 1993) – kazachski judoka.
Uczestnik mistrzostw świata w 2015, 2017 i 2018. Startował w Pucharze Świata w 2018. Wicemistrz igrzysk azjatyckich w drużynie w 2018 i piąty indywidualnie. Brązowy medalista mistrzostw Azji w 2016. Wicemistrz świata juniorów w 2011 roku.